# Power Metal (album)
Albums de Pantera
I Am the Night
(1985) Cowboys from Hell
(1990)
Power Metal est le quatrième album du groupe Pantera, sorti en 1988.
Avec le chanteur Phil Anselmo, ayant rejoint le groupe l'année précédente, Pantera revoit sa direction musicale et se débarrasse quasiment totalement de ses racines glam metal, livrant un album qui peut être qualifié d'album de transition entre leur période glam metal des trois premiers albums avec Terry Glaze au chant et le futur groove metal / thrash metal qui les a rendu célèbres. La musique se fait en effet plus agressive que sur I Am the Night et lorgne même de temps à autre avec le speed metal et le thrash metal.
Comme sur les albums avec Terry Glaze, c'est Jerry Abbott, le père de Diamond Darrell et Vinnie Paul, qui s'occupe de la production.

## Pistes de l'album
Tous les titres par Pantera (sauf indication).
1. « Rock the World » – 3:34
2. « Power Metal » – 3:53
3. « We'll Meet Again » – 3:54
4. « Over and Out » – 5:06
5. « Proud to Be Loud » (Marc Ferrari) – 4:03
6. « Down Below » – 2:49
7. « Death Trap » – 4:07
8. « Hard Ride » – 4:16
9. « Burnnn! » – 3:35
10. « P.S.T. 88 » – 2:53

## Personnel

### Membres du groupe
- Phil Anselmo : Chant (1-9)
- Diamond Darrell : Guitare, chant sur P*S*T*88
- Vinnie Paul : Batterie
- Rex Rocker : Basse

### Musicien additionnel
- Marc Ferrari : Guitare rythmique sur Proud to Be Loud et deuxième guitare solo sur We'll Meet Again.